# Городецька культура
Городецька культура або культура городищ «рогожної кераміки» — археологічна культура залізної доби.
Існувала у 700 року до н. е. — 500 року н. е…
Названа за розкопаному у 1898 році Василем Городцовим Городецькому городищу біля міста Спаськ-Рязанський.

## Поширення
Була поширена у середньому й нижньому плині Оки, у долині річок Мокша й Цна та Середнього Поволжя. У Подонні займала верхів'я до впливу річки Вороніж. На заході за водорозділом з горішньою Окою межувала з верхньоокською культурою балтського народу голядь. На півночі межувала з дяківською культурою угро-фінського народу меря.
Городецька культура склалася на основі місцевих культур бронзової доби за участі племен абашевської культури й зрубної культури.
Племена городецької культури були беспосередніми пращурами мордви Середнього Поволжя.

## Поселення й могильники
Представлена невеликими укріпленими родовими поселеннями, рідше — селищами, жертовниками, на пізньому етапі — і могильниками переважно з трупопокладеннями (за іншими даними могильники невідомі).
На поселеннях відкриті землянки, напівземлянки, наземні житла.
Поселення мають невеликий культурний шар, переважно. з фрагментами посуду.

## Вироби
Характерні залізні вироби.
Особливість культури — кераміка з відбитками рогожі й тканини, гладка груба. У пізніший час кераміка лощена.

## Господарка
Комплексне господарство: поряд із землеробством й скотарством важливе значення мали полювання й рибальство. Підтримувало торгівлю зі скіфами, племенами дяківської культури, з Покам'ям.

## Культура у Пензенській області
Тривала у області від 500 року до Р. Х. до 150—300 року після Р. Х..
У Пензенській області була поширена у лісові зоні — на півночі й центрі області. Найдослідженіші городища: Ахунське (Пензенський район) й Катеринівське (Лунінський район).